# Język niemiecki na terenie Szwajcarii
Język niemiecki w Szwajcarii – dialekty alemańskie (Schwyzerdütsch) i szwajcarska wersja standardowej niemczyzny (Schweizerhochdeutsch).

## Zasięg języka niemieckiego w Szwajcarii
W Szwajcarii ponad 65% ludności używa języka niemieckiego. W ustnej komunikacji codziennej 93% niemieckojęzycznych Szwajcarów używa różnych wariantów rodzimego dialektu alemańskiego (Schwyzerdütsch). W komunikacji pisemnej, w literaturze pięknej, w szkole, w mass mediach przeważa szwajcarska odmiana standardowej niemczyzny, tzw. Schweizerhochdeutsch.

## Rys historyczny
Począwszy od XV wieku na terenie dzisiejszej Szwajcarii ustabilizował się wariant zachodnio-górno-niemiecki (Westoberdeutsch) zwany też wariantem alemańskim. Używany był m.in. przez drukarzy działających w Bazylei i Zurychu. Różnica między wariantem alemańskim a wschodnio-środkowo-niemieckim (Ostmitteldeutsch) była tak wielka, że do Nowego Testamentu w tłumaczeniu Marcina Lutra trzeba było dołączyć słownik wyjaśniający znaczenie ok. 200 wyrazów, które nie były zrozumiałe na południu Rzeszy Niemieckiej. Po uzyskaniu samodzielności państwowej przez Szwajcarię w 1648 roku umocniła się świadomość odrębności językowej. Uwidoczniło się to m.in. w znanym sporze autorów szwajcarskich Johanna Jakoba Bodmera i Johanna Jakoba Breitingera z Johannem Christophem Gottschedem. W swojej publikacji z roku 1746 Lob der Mundart wypowiedział się Bodmer za różnorodnością regionalną, piętnując autorytarne próby „tyrana językowego z Saksonii” narzucania innym swojego własnego języka. Niemniej jednak w roku 1892 Szwajcarzy przyjęli zasady ortograficzne opracowane przez Konrada Dudena, co świadczy o ich determinacji utrzymania więzi z ogólnoniemieckim językiem pisanym. W 25. wydaniu słownika Dudena z roku 2009  udział helwetyzmów wynosił ponad 900 wyrazów.  

## Język niemiecki w Szwajcarii a język niemiecki w Niemczech
Najważniejsze różnice między szwajcarską odmianą języka niemieckiego (Schweizerhochdeutsch, Schriftdeutsch) a językiem niemieckim używanym w Niemczech (Binnendeutsch)

### W zakresiesłownictwa
Helwetyzmy, czyli wyrazy typowe dla Schweizerhochdeutsch, pochodzą często z dialektu alemańskiego, np.: feiß (tłusty), der Gipfel (rogalik), der Harst (drużyna), der Nidel (śmietana), der Sudel (brudnopis), strählen (czesać), trölen (pracować powoli)
albo z innych języków, głównie z języka francuskiego:
- das Billet (niem. die Fahrkarte)
- der Konduktor (niem. der Schaffner)
- die Matura (niem. die Reifeprüfung)
- die Papeterie (niem. die Schreibwarenhandlung, pol. sklep papierniczy)
- die Patisserie (niem. die Konditorei, pol. cukiernia)
- das Salär (niem. das Gehalt, der Lohn, pol. pobory, pensja)
- das Trottoir (niem. der Bürgersteig, pol. chodnik)
- das Velo (niem. das Fahrrad, pol. rower)

Wyrazy o identycznej formie (pisowni, wymowie), ale różnym znaczeniu::
- der Führer (szwajc. kierowca, niem. wódz, przewodnik)
- der Hausmeister (szwajc. właściciel domu, niem. dozorca, stróż)
- der Rock (szwajc. suknia, niem. spódnica)
- springen (szwajc. biec, niem. skakać)

### W zakresiegramatyki
Różnice w użyciu rodzajnika:
- der Butter (niem. die Butter, pol. masło)
- der Dessert (niem. das Dessert)
- der Radio (niem. das Radio)
- der Taxi (niem. das Taxi)
- das E-Mail (niem. die E-Mail)

Różnice w tworzeniu liczby mnogiej rzeczowników:
- die Bogen (niem. die Bögen, pol. łuki)
- die Pärke (niem. die Parks, pol. parki)

Różnice w rekcji czasowników:
- sich jemandem annehmen (niem. sich jemandes annehmen, pol. zatroszczyć się o kogoś)
- jemandem anrufen (niem. jemanden anrufen, pol. zadzwonić do kogoś)
- Sorge tragen zu etwas (niem. Sorge tragen für etwas, pol. zatroszczyć się o coś)

Czasownik posiłkowy sein zamiast haben w czasie Perfekt:
- Ich bin auf dem Bett gesessen.

### W zakresiesłowotwórstwa
Różnice w tworzeniu złożeń:
- das Mittelklasshotel (niem. Mittelklassehotel, pol. hotel klasy średniej)
- der Rindsbraten (niem. Rinderbraten, pol. pieczeń wołowa)
- das Tagblatt (niem. Tageblatt, pol. gazeta codzienna)
- der Zeigfinger (niem. Zeigefinger, pol. palec wskazujący)

Różnice w tworzeniu zdrobnień:
- Niemieckim sufiksom -chen i -lein odpowiada w niemczyźnie szwajcarskiej -li, np. Bretzeli (precelek), Hockerli (taboret), Leckerli (smakołyk).

### W zakresieortografii
- Carosserie (niem. Karosserie)
- Buffet (niem. Büfett)[7]

### W zakresiewymowy
- wymowa niemieckiego ich-Laut jako ach-Laut, np. nicht [nixt]
- wymowa końcowego -ig jako [-ik], por. König.
- W niektórych wyrazach samogłoski krótkie są wymawiane jako długie, np. brachte, a samogłoski długie wymawiane jako krótkie, np. Kino[8].